# Jean Rebeyrol
Jean Victor Rebeyrol (* 14. Oktober 1903 in Bordeaux; † 25. August 1975 in Pessac) war ein französischer Schwimmer.

## Karriere
Rebeyrol begann seine Karriere auf nationaler Ebene. 1921 gewann er den französischen Meistertitel im Langstreckenschwimmen – in den Jahren bis 1927 konnte er diesen verteidigen. Zwischen 1923 und 1926 wurde er zusätzlich Sieger in den Disziplinen 800 m und 1500 m Freistil. Über beide letztgenannten Distanzen hielt er im Laufe seiner Karriere französische Rekorde, auch über 400 m im Freiwasser konnte er einen Rekord platzieren. 1924 nahm er an den Olympischen Spielen in Paris teil. Hier scheiterte er im Wettbewerb über 1500 m Freistil als Vierter seines Vorlaufs an der Qualifikation für das Halbfinale. Im Jahr 1927 beendete der Franzose seine aktive Karriere und arbeitete anschließend als Trainer im Schwimmsport.